# مصفاة الجبيل (ساسرف)
مصفاة الجبيل (ساسرف) هي مصفاة بترول تابعة لشركة أرامكو السعودية وشركة شل، تقع في مدينة الجبيل. بطاقة تكرير تبلغ 305،000 ألف برميل يومياً، (48500 م3 / يومياً).

طريقة عمل المصفاة